# Monastère de Yangpachen
Le monastère de Yangpachen (tibétain : ཐུབ་བསྟན་ཡངས་པ་ཅན, Wylie : Thub btsan yangs pa can, THL : tubten yangpachen ; chinois : 羊八井寺) est un monastère du bouddhisme tibétain situé à Yangpachen, dans la préfecture de Lhassa dans la Région autonome du Tibet, en République populaire de Chine. Il fut le siège historique des Shamarpas de l'école Karma Kagyu, à l'époque situé dans le royaume de l'Ü[réf. nécessaire]. Il se trouve à environ 85 km au sud-est de Lhassa "sur le versant nord de la vallée de Lhorong Chu au-dessus de la route Lhassa-Shigatsé."

## Histoire

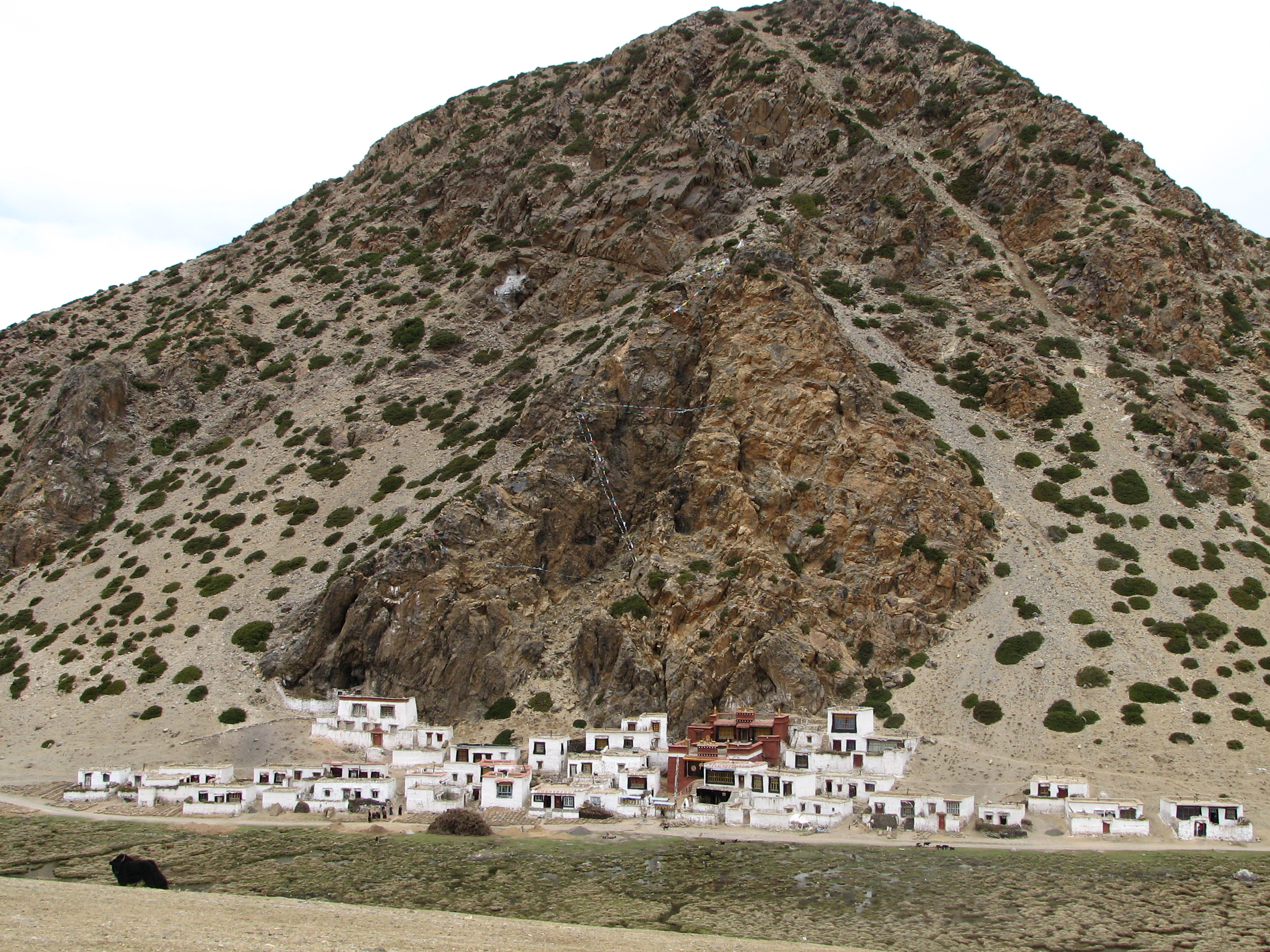
Vue générale du monastère

Le monastère a été fondé vers 1504 par le 4e Shamarpa qui, lorsqu'il trouva le site, a proclamé, « il y aura un monastère construit sur le côté gauche de Yangpachen en soutien des enseignements  Kagyu et comme symbole de victoire éternelle ».
"Yangpachen Gompa was founded by Murab Jampa Tujepel in 1490 under the auspices of the fourth Sharmapa and financed by the Prince of Rinpung. It was the residence of the Sharmapas for only 300 years.... When the Gorkhalis under Pritvi Narayan Shah, king of the newly unified Kingdom of Nepal, invaded Tibet in 1792 to be defeated by a Chinese army, the tenth Sharmapa was accused of traitorous support of the Nepalis. Yangpachen was confiscated by the Gelukpas, the Sharmapa's hat was buried and recognition of future incarnations was prohibited. In Nepal the present thirteenth Sharmapa has resumed his full status amongst the Karma Kagyupas."
Le monastère a été vandalisé et détruit pendant la révolution culturelle par des gardes rouges, mais est maintenant en cours de reconstruction.
Le Dorje Ling (rDo rje gling) Ani Gompa ou couvent associé est situé à environ une journée de marche du monastère de Yangpachen et deux jours au nord du monastère de Tsourphou. Il se trouve au fond du versant est d'une longue arête avec des vues magnifiques du haut Nyenchen Tanglha vers le nord. En 1986, le lhakang et les quarts domestiques ont été reconstruits après leurs déprédations lors de la révolution culturelle, et environ trente anis (nonnes) y résidaient encore dans la résidence.
Le gouvernement finance l'entretien du monastère ainsi que les logements pour les religieux, qui bénéficient également d’une pension de retraite et de l’assurance-maladie. Par contre les moines doivent consacrer au moins 10 % de leur temps à une éducation législative et patriotique. Pour Martine Bulard : « l’argent du pouvoir communiste vaut bien une messe » .